# Worstelen op de Olympische Zomerspelen 1908
Worstelen is een van de sporten die beoefend werden tijdens de Olympische Zomerspelen 1908 in Londen.

## Heren

### Grieks-Romeins

#### lichtgewicht (tot 66.6 kg)
| rang   | sporter          | land |
| ------ | ---------------- | ---- |
| Goud   | Enrico Porro     | ITA  |
| Zilver | Nikolay Orlov    | RUS  |
| Brons  | Arvo Lindén      | FIN  |
| 4      | Gunnar Persson   | SWE  |
| 5      | Gustaf Malmström | SWE  |
| 5      | József Maróthy   | HUN  |
| 5      | Anders Møller    | DEN  |
| 5      | Ödön Radvány     | HUN  |

#### middengewicht (tot 73 kg)
| rang   | sporter             | land |
| ------ | ------------------- | ---- |
| Goud   | Frithiof Mårtensson | SWE  |
| Zilver | Mauritz Andersson   | SWE  |
| Brons  | Anders Andersen     | DEN  |
| 4      | Jóhannes Jósepsson  | DEN  |
| 5      | Jaap Belmer         | NED  |
| 5      | Johannes Eriksen    | DEN  |
| 5      | Axel Frank          | SWE  |
| 5      | Axel Larsson        | DEN  |

#### halfzwaargewicht (tot 93 kg)
| rang   | sporter           | land |
| ------ | ----------------- | ---- |
| Goud   | Verner Weckman    | FIN  |
| Zilver | Yrjö Saarela      | FIN  |
| Brons  | Carl Jensen       | DEN  |
| 4      | Hugó Payr         | HUN  |
| 5      | Arthur Banbrook   | GBR  |
| 5      | Marcel Dubois     | BEL  |
| 5      | Fritz Larsson     | SWE  |
| 5      | Jacob van Westrop | NED  |

#### zwaargewicht (boven 93 kg)
| rang   | sporter              | land |
| ------ | -------------------- | ---- |
| Goud   | Richárd Weisz        | HUN  |
| Zilver | Aleksandr Petrov     | RUS  |
| Brons  | Søren Marinus Jensen | DEN  |
| 4      | Hugó Payr            | HUN  |
| 5      | Edward Barrett       | GBR  |
| 5      | Frederick Humphreys  | GBR  |
| 5      | Carl Jensen          | DEN  |

### Vrije stijl

#### bantamgewicht (tot 54 kg)
| rang   | sporter           | land |
| ------ | ----------------- | ---- |
| Goud   | George Mehnert    | USA  |
| Zilver | William Press     | GBR  |
| Brons  | Aubert Côté       | CAN  |
| 4      | Frederick Tomkins | GBR  |
| 5      | Frank Davis       | GBR  |
| 5      | Bruce Sansom      | GBR  |
| 5      | George Saunders   | GBR  |
| 5      | Harry Sprenger    | GBR  |

#### vedergewicht (tot 60.3 kg)
| rang   | sporter        | land |
| ------ | -------------- | ---- |
| Goud   | George Dole    | USA  |
| Zilver | James Slim     | GBR  |
| Brons  | William McKie  | GBR  |
| 4      | William Tagg   | GBR  |
| 5      | Arthur Goddard | GBR  |
| 5      | Sidney Peake   | GBR  |
| 5      | James Webster  | GBR  |
| 5      | James White    | GBR  |

#### lichtgewicht (tot 66.6 kg)
| rang   | sporter             | land |
| ------ | ------------------- | ---- |
| Goud   | George de Relwyskow | GBR  |
| Zilver | William Wood        | GBR  |
| Brons  | Albert Gingell      | GBR  |
| 4      | George MacKenzie    | GBR  |
| 5      | Herbert Baillie     | GBR  |
| 5      | John Krug           | USA  |
| 5      | James McKenzie      | GBR  |
| 5      | William Shepherd    | GBR  |

#### middengewicht (tot 73 kg)
| rang   | sporter             | land |
| ------ | ------------------- | ---- |
| Goud   | Stanley Bacon       | GBR  |
| Zilver | George de Relwyskow | GBR  |
| Brons  | Frederick Beck      | GBR  |
| 4      | Carl Andersson      | SWE  |
| 5      | Edgar Bacon         | GBR  |
| 5      | Aubrey Coleman      | GBR  |
| 5      | John Craige         | USA  |
| 5      | Frederico Narganes  | USA  |

#### zwaargewicht (boven 73 kg)
| rang   | sporter             | land |
| ------ | ------------------- | ---- |
| Goud   | George Con O'Kelly  | GBR  |
| Zilver | Jacob Gundersen     | NOR  |
| Brons  | Edward Barrett      | GBR  |
| 4      | Edward Nixson       | GBR  |
| 5      | Lawrence Bruce      | GBR  |
| 5      | Frederick Humphreys | GBR  |
| 5      | Harold Foskett      | GBR  |
| 5      | Charles Brown       | GBR  |

## Medaillespiegel
| rang   | land             | goud | zilver | brons | totaal |
| ------ | ---------------- | ---- | ------ | ----- | ------ |
| 1      | Groot-Brittannië | 3    | 4      | 4     | 11     |
| 2      | Verenigde Staten | 2    | 0      | 0     | 2      |
| 3      | Finland          | 1    | 1      | 1     | 3      |
| 4      | Zweden           | 1    | 1      | 0     | 2      |
| 5      | Italië           | 1    | 0      | 0     | 1      |
| 5      | Hongarije        | 1    | 0      | 0     | 1      |
| 7      | Rusland          | 0    | 2      | 0     | 2      |
| 8      | Noorwegen        | 0    | 1      | 0     | 1      |
| 9      | Denemarken       | 0    | 0      | 3     | 3      |
| 10     | Canada           | 0    | 0      | 1     | 1      |
| totaal | totaal           | 9    | 9      | 9     | 27     |